# Erebia boreomontanum
Erebia boreomontanum är en fjärilsart som beskrevs av Sedykh 1979. Erebia boreomontanum ingår i släktet Erebia och familjen praktfjärilar. Inga underarter finns listade i Catalogue of Life.